# مارت مری
مارت مری (استونیایی: Mart Meri؛ زادهٔ ۱۵ فوریهٔ ۱۹۵۹) سیاستمدار و نماینده سابق مجلس اهل استونی است.